# Verzorgingsplaats Zeijerveen
Verzorgingsplaats Zeijerveen is een Nederlandse verzorgingsplaats gelegen aan de A28 Groningen-Utrecht tussen afritten 34 en 33 nabij Assen.
De verzorgingsplaats heeft zijn naam te danken aan het dorp Zeijerveen. Dit dorp heet naar een stuk veenland bij Zeijen (gemeente Tynaarlo) en is nu een woonkern die behoort tot de gemeente Assen.
Aan de andere kant van de snelweg ligt even verderop verzorgingsplaats Peelerveld.
Richting Groningen: Vanenburg · Dasselaar · Leuvenhorst · Willemsbos · De Kraaienberg · Bornheim · De Markte · Dekkersland · Lageveen · Smalhorst · Peelerveld · Glimmermade
Richting Utrecht: Witte Molen · Zeijerveen · De Mussels · Panjerd · Haerst ·  't Loo · Vosbergen · De Haere · Hendriksbos · Drielander · Oldenaller · Hooglanderveen